# قمر (مغنية)
قمر (27 مايو 1986 م)، مغنية وممثلة وفنان استعراضية لبنانية. ولدت في مدينة طرابلس من أسرة مسلمة، اشتهرت بعد إطلاق أغنيتها الأولى «ناره بتحرقني» واستمرت في مسيرتها الفنية حتى أطلقت ألبوم حلوة، كما لعبت دور البطولة في الفيلم المصري حصل خير.

## مسيرتها الفنية
بدأت قمر الطحش مسيرتها الغنائية في عام 2008 بعد إصدار أول أغانيها الفردية «ناره بتحرقني» و «قال يعني» بالتعاقد مع شركة ميلودي. بعد فترة قصيرة تم الإعلان عن تسجيل أول ألبومات المغنية. بعد خلاف مع رئيس الشركة ورجل الأعمال المصري جمال مروان، تم تأجيل موعد إصدار الألبوم. تعاقدت قمر مع شركة مزيكا و لاود ساوند من أجل الإنتاج والترويج للألبوم.
قامت قمر بتصوير أول فيديو موسيقي للألبوم بعنوان «العتبة جزاز» في تركيا. تم إخراجه من قبل المخرج الفرنسي فابيان ديفيس. «العتبة جزاز» هي أغنية تراثية مصرية تم غنائها سابقاً من عدة فنانين من ضمنها فرقة الثلاثي المرح، فرقة رضا وفاتن فريد، حيث تم إجراء التغيرات على كلماتها للتوافق مع العصر الحالي. تلقت أغنية «أوه لا لا» جزئين من الفيديوهات الموسيقية تم تصويرها في لبنان وأوكرانيا وإخراجها من قبل فادي حداد، حيث تحدث كلا الجزئين عن حياة قمر في دار الأيتام ودخولها إلى عالم الشهرة.
تضمن حلوة 11 أغنية باللهجة المصرية، باستثناء أغنية «سهرتلك» الذي تم غنائها باللهجة اللبنانية. لم يحقق ألبوم حلوة النجاح الكبير وذلك بسبب خلافات قمر مع شركات الإنتاج وبسبب قلة الترويج له وإنجاب قمر لطفلها الأول. في سنة 2012 شاركت قمر في فيلم حصل خير. قامت بغناء «رنة خلخالي» بجانب محمد رمضان، سعد الصغير وكريم محمود عبد العزيز، وغناء «قمر 14» مع سعد الصغير في حصل خير.
بعد غياب خمس سنوات عن عالم الغناء، أصدرت قمر أغنية «مع نفسي» في عام 2015. تم إخراج الفيديو الموسيقي من قبل سعيد الماروق. تلقت الأغنية والفيديو ردات فعل إيجابية، حيث تم تسليط الضوء على قصة الفيديو ومقارنته بفيلم سينمائي. تصدرت «مع نفسي» المرتبة الخامسة عشر في لائحة أفضل 20 أغنية في لبنان. في عام 2016، أصدرت قمر أغنية منفردة بعنوان «يلا نغني». تم الإعلان عن فيديو موسيقي من إخراج فادي حداد، ولكن لم يصدر بعد ذلك. في شهر مايو لعام 2017، تم إصدار أغنية «Kiss My Lips» (بالعربية: قبِّل شفاهي) عبر شركة وتري. في شهر يوليو، تم إنتاج الفيديو الموسيقي من خلال أرابيكا وإخراجه من قبل فادي حداد.
في عام 2018، أصدرت قمر أغنيتين «عايزة أعيش» و «أنا حالة». تلقت أغنية «أنا حالة» فيديو موسيقي من إخراج سعيد الماروق. تصدرت «أنا حالة» المرتبة الثامنة في لائحة أفضل 20 أغنية في لبنان. في يوليو لعام 2019، قامت قمر بالتعاون مع إيدي واتا في أغنية «بوم بوم»، وشاركت في فيلم حملة فرعون بدور راما.

## أعمالها

### الألبومات
- حلوة (2010)[6]

### الأغاني المنفردة
- ناره بتحرقني
- قال يعني
- رنة خلخالي
- قمر 14
- مع نفسي[27]
- يلا نغني[28][29]
- Kiss My Lips
- عايزة أعيش
- أنا حالة
- BoM BoM

### الأفلام
- 2012: حصل خير[30]
- 2019: حملة فرعون

### المسلسلات
- 2016: نصيبي وقسمتك

## حياتها الشخصية
تزوجت قمر من الفنان اللبناني آدم، وسرعان ما نشبت بينهما خلافات أدت إلى طلاقهما ثم تزوجت من جمال مروان. وكانت قمر قد لجأت إلى القضاء المصري في العام 2010، وأقامت دعوى «إثبات نسب» ابنها ضدّ حفيد الرئيس جمال عبد الناصر – صاحب قنوات «ميلودي» حينها – ودخل الطرفان في نزاعٍ طويل استمرَّ سنوات. المغنية اللبنانية اتّهمت المنتج المصري بسرقة ورقة زواجهما، وطالبته بإجراء تحليل DNA، بعدما خضعت هي والطفل (واسمه الحقيقي محمد) للتحليل، وتمّ تسليم تقرير نتائج سحب العيّنة إلى السفارة المصرية في لبنان بعد التصديق عليه من الخارجية اللبنانية؛ التي أرسلتها بدورها إلى محكمة الأسرة المصرية، من أجل مقارنتها بتحليل DNA جمال مروان، إلا أن الأخير رفض إجراء التحليل زاعماً أنه لم يتزوّجها.*